# Vuelta a Suiza 2006
La Vuelta a Suiza de 2006 fue la 70.ª edición de la Vuelta a Suiza, que se disputó entre el 10 y el 18 de junio de 2006. la carrera consistió en nueve etapas con 1,468 km, con inicio en Baden y final en Berna.
El campeón de la edición del 2004 Jan Ullrich (T-Mobile) ganó con 50 segundos de ventaja, en la que fue el último título de su carrera. Koldo Gil y Jörg Jaksche acabaron segundo y tercer respectivamente.
En febrero de 2012 Ulrich fue hallado culpable de la acusación de dopaje de Tribunal de Arbitraje Deportivo. En consecuencias, todos los resultados conseguidos desde mayo de 2005 fueron anulados de su palmarés, incluido este. La página oficial de la carrera, de todas maneras, mantiene a Ullrich como ganador de la prueba.

## Etapas
| Etapa | Fecha       | Recorrido                      | km    | Vencedor de la etapa | Líder           |
| ----- | ----------- | ------------------------------ | ----- | -------------------- | --------------- |
| 1.ª   | 10 de junio | Baden > Baden                  | 154   | Tom Boonen           | Tom Boonen      |
| 2.ª   | 11 de junio | Bremgarten > Einsiedeln        | 156   | Daniele Contrini     | Daniele Bennati |
| 3.ª   | 12 de junio | Einsiedeln > Arlesheim         | 188   | Nick Nuyens          | Nick Nuyens     |
| 4.ª   | 13 de junio | Niederbipp > La Chaux-de-Fonds | 161   | Ángel Vicioso        | Nick Nuyens     |
| 5.ª   | 14 de junio | La Chaux-de-Fonds > Leukerbad  | 230   | Steve Morabito       | Ángel Vicioso   |
| 6.ª   | 15 de junio | Fiesch > La Punt Chamues-ch    | 212   | Koldo Gil            | Koldo Gil       |
| 7.ª   | 16 de junio | St. Moritz > Ascona            | 233   | Óscar Freire         | Koldo Gil       |
| 8.ª   | 17 de junio | Ambrì > Ambrì                  | 166   | Alberto Contador     | Koldo Gil       |
| 9.ª   | 18 de junio | Kerzers > Berna (CRI)          | 31    | Jan Ullrich          | Jan Ullrich     |
| Total | Total       | Total                          | 1 468 |                      |                 |

## Equipos participantes
| N.      | Cod. | Equipo                         |
| ------- | ---- | ------------------------------ |
| 1-8     | EUS  | Euskaltel-Euskadi              |
| 11-18   | CSC  | Team CSC                       |
| 21-28   | PHO  | Phonak                         |
| 31-38   | TMO  | T-Mobile Team                  |
| 41-48   | CEI  | Caisse d'Epargne-Illes Balears |
| 51-58   | LAM  | Lampre-Fondital                |
| 61-68   | RAB  | Rabobank                       |
| 71-78   | LSW  | Würth Team                     |
| 81-88   | DSC  | Discovery Channel              |
| 91-98   | DVL  | Davitamon-Lotto                |
| 101-108 | QSI  | Quick Step-Innergetic          |

| N.      | Cod. | Squadra                          |
| ------- | ---- | -------------------------------- |
| 111-118 | GST  | Gerolsteiner                     |
| 121-128 | SDV  | Saunier Duval-Prodir             |
| 131-138 | COF  | Cofidis, le Crédit par Téléphone |
| 141-148 | MRM  | Team Milram                      |
| 151-158 | C.A  | Crédit Agricole                  |
| 161-168 | LIQ  | Liquigas                         |
| 171-178 | FDJ  | Française des Jeux               |
| 181-188 | BTL  | Bouygues Télécom                 |
| 191-198 | A2R  | AG2R Prévoyance                  |
| 201-208 | LPR  | Team LPR                         |

## Detalles de las etapas

### 1.ª etapa
- 10-6-2006: Baden > Baden – 154 km[4]

Resultados
| Pos. | Corredor        | Equipo     | Tiempo   |
| ---- | --------------- | ---------- | -------- |
| 1    | Tom Boonen      | Quick Step | 3h51'14" |
| 2    | Daniele Bennati | Lampre     | s.t.     |
| 3    | Óscar Freire    | Rabobank   | s.t.     |

| Pos. | Corredor         | Equipo     | Tiempo   |
| ---- | ---------------- | ---------- | -------- |
| 1    | Tom Boonen       | Quick Step | 3h51'04" |
| 2    | Daniele Bennati  | Lampre     | a 4"     |
| 3    | Michael Albasini | Liquigas   | a 5"     |

### 2.ª etapa
- 11-6-2006: Bremgarten > Einsiedeln – 156 km[5]

Resultados
| Pos. | Corredor         | Equipo      | Tiempo   |
| ---- | ---------------- | ----------- | -------- |
| 1    | Daniele Contrini | Team LPR    | 3h57'08" |
| 2    | Daniele Bennati  | Lampre      | a 5'02"  |
| 3    | Erik Zabel       | Team Milram | s.t.     |

| Pos. | Corredor         | Equipo     | Tiempo   |
| ---- | ---------------- | ---------- | -------- |
| 1    | Daniele Bennati  | Lampre     | 7h53'12" |
| 2    | Tom Boonen       | Quick Step | a 8"     |
| 3    | Michael Albasini | Liquigas   | a 11"    |

### 3.ª etapa
- 12-6-2006: Einsiedeln > Arlesheim – 188 km

Resultados
| Pos. | Corredor        | Equipo     | Tiempo   |
| ---- | --------------- | ---------- | -------- |
| 1    | Nick Nuyens     | Quick Step | 4h36'52" |
| 2    | Linus Gerdemann | T-Mobile   | s.t.     |
| 3    | Jörg Jaksche    | Würth Team | s.t.     |

| Pos. | Corredor        | Equipo     | Tiempo    |
| ---- | --------------- | ---------- | --------- |
| 1    | Nick Nuyens     | Quick Step | 12h30'09" |
| 2    | Linus Gerdemann | T-Mobile   | a 5"      |
| 3    | Daniele Bennati | Lampre     | a 6"      |

### 4.ª etapa
- 13-6-2006: Niederbipp > La Chaux-de-Fonds – 161 km[6]

Resultados
| Pos. | Corredor        | Equipo     | Tiempo   |
| ---- | --------------- | ---------- | -------- |
| 1    | Ángel Vicioso   | Würth Team | 4h20'37" |
| 2    | David Herrero   | Euskaltel  | s.t.     |
| 3    | Daniele Bennati | Lampre     | a 1"     |

| Pos. | Corredor        | Equipo     | Tiempo    |
| ---- | --------------- | ---------- | --------- |
| 1    | Nick Nuyens     | Quick Step | 16h15'19" |
| 2    | Daniele Bennati | Lampre     | a 2"      |
| 3    | Linus Gerdemann | T-Mobile   | s.t.      |

### 5.ª etapa
- 14-6-2006: La Chaux-de-Fonds > Leukerbad – 230 km[7]

Resultados
| Pos. | Corredor          | Equipo        | Tiempo   |
| ---- | ----------------- | ------------- | -------- |
| 1    | Steve Morabito    | Phonak        | 5h37'47" |
| 2    | Jurgen Van Goolen | Discovery Ch. | a 14"    |
| 3    | Ángel Vicioso     | Würth Team    | a 16"    |

| Pos. | Corredor        | Equipo     | Tiempo    |
| ---- | --------------- | ---------- | --------- |
| 1    | Ángel Vicioso   | Würth Team | 21h53'31" |
| 2    | Jörg Jaksche    | Würth Team | a 2"      |
| 3    | Linus Gerdemann | T-Mobile   | a 3"      |

### 6.ª etapa
- 15-6-2006: Fiesch > La Punt Chamues-ch – 212 km[8]

Resultados
| Pos. | Corredor     | Equipo        | Tiempo   |
| ---- | ------------ | ------------- | -------- |
| 1    | Koldo Gil    | Saunier Duval | 5h49'52" |
| 2    | Jörg Jaksche | Würth Team    | a 36"    |
| SQ   | Jan Ullrich  | T-Mobile      | a 40"    |

| Pos. | Corredor     | Equipo        | Tiempo    |
| ---- | ------------ | ------------- | --------- |
| 1    | Koldo Gil    | Saunier Duval | 27h43'21" |
| 2    | Jörg Jaksche | Würth Team    | a 34"     |
| SQ   | Jan Ullrich  | T-Mobile      | a 54"     |

### 7.ª etapa
- 16-6-2006: St. Moritz > Ascona – 233 km[9]

Resultados
| Pos. | Corredor        | Equipo      | Tiempo   |
| ---- | --------------- | ----------- | -------- |
| 1    | Óscar Freire    | Rabobank    | 5h38'49" |
| 2    | Daniele Bennati | Lampre      | s.t.     |
| 3    | Erik Zabel      | Team Milram | s.t.     |

| Pos. | Corredor     | Equipo        | Tiempo    |
| ---- | ------------ | ------------- | --------- |
| 1    | Koldo Gil    | Saunier Duval | 33h22'21" |
| 2    | Jörg Jaksche | Würth Team    | a 30"     |
| SQ   | Jan Ullrich  | T-Mobile      | a 50"     |

### 8.ª etapa
- 17-6-2006: Ambrì > Ambrì – 166 km[10]

Resultados
| Pos. | Corredor         | Equipo     | Tiempo   |
| ---- | ---------------- | ---------- | -------- |
| 1    | Alberto Contador | Würth Team | 4h19'03" |
| 2    | David Herrero    | Euskaltel  | a 34"    |
| 3    | Cadel Evans      | Davitamon  | s.t.     |

| Pos. | Corredor     | Equipo        | Tiempo    |
| ---- | ------------ | ------------- | --------- |
| 1    | Koldo Gil    | Saunier Duval | 37h42'01" |
| 2    | Jörg Jaksche | Würth Team    | a 30"     |
| SQ   | Jan Ullrich  | T-Mobile      | a 50"     |

### 9.ª etapa
- 18-6-2006: Berna > Berna – Cronometro individuale – 34,2 km[11]

Resultados
| Pos. | Corredor      | Equipo     | Tiempo |
| ---- | ------------- | ---------- | ------ |
| SQ   | Jan Ullrich   | T-Mobile   | 38'45" |
| 2    | Cadel Evans   | Davitamon  | a 23"  |
| 3    | Ángel Vicioso | Würth Team | a 31"  |

| Pos. | Corredor     | Equipo        | Tiempo    |
| ---- | ------------ | ------------- | --------- |
| SQ   | Jan Ullrich  | T-Mobile      | 38h21'36" |
| 2    | Koldo Gil    | Saunier Duval | a 24"     |
| 3    | Jörg Jaksche | Würth Team    | a 1'03"   |

## Clasificaciones finales

### Clasificación general
| Pos. | Corredor         | Equipo           | Tiempo    |
| ---- | ---------------- | ---------------- | --------- |
| SQ   | Jan Ullrich      | T-Mobile         | 38h21'36" |
| 2    | Koldo Gil        | Saunier Duval    | a 24"     |
| 3    | Jörg Jaksche     | Würth Team       | a 1'03"   |
| 4    | Ángel Vicioso    | Würth Team       | a 1'44"   |
| 5    | Janez Brajkovič  | Discovery Ch.    | a 2'33"   |
| 6    | Frank Schleck    | Team CSC         | a 2'56"   |
| 7    | Linus Gerdemann  | T-Mobile         | a 3'31"   |
| 8    | Giampaolo Caruso | Würth Team       | a 4'20"   |
| 9    | Vladimir Karpets | Caisse d'Epargne | a 4'27"   |
| 10   | Cadel Evans      | Davitamon        | a 5'01"   |

### Clasificación de la montaña
| Pos. | Corredor           | Equipo           | Puntos |
| ---- | ------------------ | ---------------- | ------ |
| 1    | Michael Albasini   | Liquigas         | 61     |
| 2    | Sven Montgomery    | Gerolsteiner     | 40     |
| 3    | Francesco Bellotti | Crédit Agricole  | 29     |
| 4    | Alberto Contador   | Würth Team       | 23     |
| 5    | Marco Fertonati    | Caisse d'Epargne | 23     |

### Clasificación por puntos
| Pos. | Corredor        | Equipo        | Puntos |
| ---- | --------------- | ------------- | ------ |
| 1    | Daniele Bennati | Lampre        | 71     |
| 2    | Ángel Vicioso   | Würth Team    | 51     |
| 3    | Koldo Gil       | Saunier Duval | 49     |
| 4    | Jörg Jaksche    | Würth Team    | 40     |
| 5    | Erik Zabel      | Team Milram   | 39     |

### Clasificaciones de las metas volantes
| Pos. | Corredor         | Equipo       | Puntos |
| ---- | ---------------- | ------------ | ------ |
| 1    | Michael Albasini | Liquigas     | 21     |
| 2    | Alberto Contador | Würth Team   | 12     |
| 3    | Alexandre Usov   | AG2R Prév.   | 12     |
| 4    | Beat Zberg       | Gerolsteiner | 10     |
| 5    | Linus Gerdemann  | T-Mobile     | 9      |

### Clasificación por equipos
| Pos. | Equipo               | Tiempo     |
| ---- | -------------------- | ---------- |
| 1    | Astana Würth         | 115h10'46" |
| 2    | T-Mobile             | a 2'19"    |
| 3    | Saunier Duval-Prodir | a 9'21"    |
| 4    | Team CSC             | a 15'57"   |
| 5    | Discovery Channel    | a 19'16"   |